# Kareem Streete-Thompson
Kareem Streete-Thompson (né le 30 mars 1973 à Ithaca) est un athlète des îles Caïmans spécialiste du saut en longueur et du 100 m.

## Biographie
Médaillé de bronze du saut en longueur lors des Championnats du monde juniors 1990, il participe sous les couleurs des îles Caïmans aux Championnats du monde 1991 et aux Jeux olympiques d'été de 1992, dans l'épreuve du 100 m. 
Vainqueur des Championnats NCAA 1995, il se classe deuxième des Championnats du monde en salle 2001, et troisième des Jeux du Commonwealth 2002,  

## Palmarès
- Championnats du monde en salle 2001 à Lisbonne :
  -  Médaille d'argent du saut en longueur